# بادینگتون، استرالیای غربی
بادینگتون (به انگلیسی: Boddington) یک شهرک در استرالیا است که در استرالیای غربی واقع شده‌است.